# National Information Standards Organization
National Information Standards Organization (NISO) är en amerikansk ideell standardiseringsorganisation som utvecklar, underhåller och offentliggör tekniska standarder för publicering av vetenskapliga skrifter. NISO grundades 1939, och antog sitt nuvarande namn 1984.
NISO är godkänt av American National Standards Institute (ANSI) och utsett av ANSI att företräda amerikanska intressen i Internationella standardiseringsorganisationens (ISO) underavdelning Technical Committee 46 (Information and Documentation).